# سلطنة لحج
13°06′00″N 45°28′00″E / 13.1°N 45.4667°E

سلطنة لحج ويطلق عليها أيضاً سلطنة العبدلي أو العبادله. هي إحدى الكيانات التي وقعت اتفاقات حماية مع الإمبراطورية البريطانية في أوائل القرن التاسع عشر وأصبحت جزءًا من محمية عدن البريطانية. أصبحت في وقت لاحق عضواً في اتحاد إمارات الجنوب العربي الذي خلفه اتحاد الجنوب العربي في عام 1963م. وتعرف عاصمة سلطنة لحج باسم الحوطة، ويطلق عليها تجاوزاً لحج أيضاً.

## الموقع
كانت لحج تضم شبه جزيرة عدن إلى جانب الإقليم الداخلي، ويحدّها من الغرب منطقة العقارب عند نقطة قريبة من الحسوة على شاطئ خليج التواهي، وتمتد شمالًا محاذية لحدود الصبيحة، ومن الشمال حدود الحواشب، ومن الشرق حدود سلطنة الفضلي حيث تنتهي على ساحل البحر عند نقطة قرب العماد.
ومن أهم الظواهر الطبيعية الموجودة في لحج وادي تبن الذي يعرف بوادي لحج، وهو من أخصب المناطق في اليمن تربة وأشهرها زراعة.

## تأسيس السلطنة
كان أئمة الزيدية يبسطون سيطرتهم على مناطق أسفل اليمن منذ عهد المتوكل على الله إسماعيل بن القاسم 1644-1676 ، غير أن هذه السيطرة اعتراها بعض الضعف والانهيار نتيجة التنافس على الإمامة، وكثرة الفتن، وعدم الاستقرار في نظام الحكم ذاته. استغلت قبائل يافع كل هذه العوامل السابقة، فكان لها الدور البارز في خوض تجربة الانفصال عن نفوذ أئمة الزيدية، وخلال حروبها مع الإمام المهدي 1686 1718 اتجهت جهودها إلى الاستيلاء على لحج، ففي عام 1702 نجح قحطان بن معوضه سلطان يافع السفلى في الاستيلاء على لحج وعدن، ثم استردها الجند الإمامي في العام نفسه وفي عام 1705 تمكن ناصر بن صالح بن أحمد هرهره سلطان يافع العليا من الاستيلاء عليها، واستمر حكم يافع لحج حوالي اثنين وعشرين عاماً، ثم عادت إلى حكم الأئمة في عام 1727.
وكانت العادة قد جرت على تعيين شيخ في لحج من أهل المنطقة يساعد عامل الإمام في النظر في شؤون الرعايا، ويكون بمثابة نقطة اتصال بين الحكام والرعايا، وتم اختيار الشيخ علي بن عبد الله بن سلام بن علي السلامي ضابط اتصال بين الأئمة والرعايا.
ونظراً لسوء تصرف عامل الإمام أعلن الشيخ علي بن عبدالله السلامي نقمته مما أثار العامل فعمد إلى إقصائه عن منصب المشيخة، فلما أخفق في مسعاه تآمر على قتله، فالتف الأهالي حول فضل بن علي بن صلاح بن سلام بن علي السلامي. وهو من أبناء عمومة القتيل علي السلامي. وليخفف الإمام المنصور الحسين بن القاسم 1727- 1748 من حدة الغضب الذي اجتاح سكان لحج ثبت فضل بن علي شيخاً على لحج.
واستغل فضل بن علي فورة الغضب التي عصفت في نفوس أهالي لحج بعد مقتل علي بن عبد الله السلامي؛ فأراد أن يحقق هدفين في وقت واحد: الخلاص من الحكم الإمامي، والانفراد بالسلطة، فدخل مع أنصاره على عامل لحج في شهر أبريل 1731 وقاموا بقتله، ثم قتلوا عامل عدن، وأعلن فضل بن علي انفصاله بلحج وعدن، فأرسل الإمام المنصور قوات أخضعت فضل بن علي، وفرضت عليه غرامة مالية، ولما شعر فضل بن علي بعدم قدرته على استرداد مكانته لجأ إلى يافع السفلى مستجيراً بسلطانها سيف بن قحطان، واتفق الاثنان على أن يكون للسلطان سيف بن قحطان جزء من دخل عدن سنوياً.
وبموجب هذا الاتفاق نشبت معارك بين يافع وجند الإمام المنصور، على أثرها نجح سيف بن قحطان وفضل بن علي في فبراير 1732 في الاستيلاء على عدن.
وفي العام نفسه نجح الحليفان في الاستيلاء على لحج. وقد فشلت جهود الإمام المنصور في استعادة لحج وعدن. وبذلك صار أمر لحج وعدن إلى العبادل، ومنذ تاريخ انفصال لحج وعدن أطلق فضل بن علي على جميع قبائل مشيخته لقب عبادل نسبة إلى أسرته، واتخذ من الحوطة عاصمة له والتي كانت تعرف أيضاً باسم لحج.
ومن جانب آخر استمر فضل بن علي في تنفيذ اتفاقه الذي كان بينه وبين سيف بن قحطان حتى عام 1742 حيث توجه فضل بن علي إلى يافع لإصلاح خلاف بين سيف بن قحطان وبعض قبائل يافع فقتل هناك، فخلفه ابنه عبدالكريم الذي اتخذ من قتل والده ذريعة لنقض الاتفاق الذي بين والده وسيف بن قحطان.

## الاستعمار

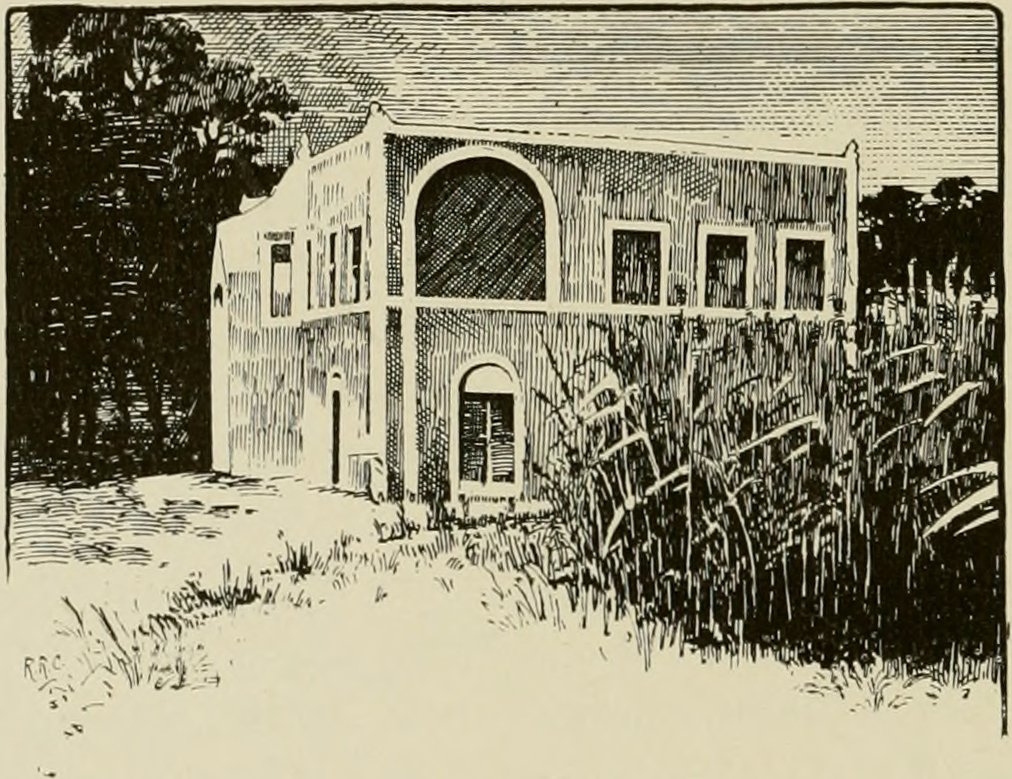
منزل ضيف السلاطين في عام 1898، استنادا إلى صورة من قبل هنري سطين فوربس

في عام 1837م في ظل سيطرة سلطنة لحج على عدن، وقعت حادثة غرق السفينة البريطانية «داريا دولت» قرب الشواطئ اليمنية ، فوجدت بريطانيا في ذلك ذريعة لاحتلال عدن. ادّعت بريطانيا أن الصيادين اليمنيين نهبوا السفينة، وطالبت سلطان لحج ، محسن العبدلي بالتعويض، أو بالسماح لبريطانيا بالسيطرة على ميناء عدن. رفض السلطان المساس بالسيادة اليمنية، وأبدى استعداده لدفع أي تعويضات أخرى.
لكن بريطانيا، التي لم تكن تهدف إلى التعويض بل إلى الاحتلال وبسط السيطرة العسكرية على مدينة عدن ومينائها الاستراتيجي، تراجعت عن قبول التعويض، وطلبت احتلال عدن مقابل ما زعمت أنه تعويض عن النهب المزعوم للسفينة «داريا دولت». بدأت بريطانيا الاستعداد لتنفيذ مخططها بالقوة المسلحة.
وفي 16 يناير 1839م، أرسل القبطان «هينس» عددًا من السفن الحربية بهدف احتلال ميناء صيرة ، لكن اليمنيين قاوموا بشراسة، مما أجبر القوات البريطانية على التراجع والانسحاب. كانت هذه المحاولة بمثابة اختبار أولي لقدرات المقاومة اليمنية، التي كانت تملك أسلحة بدائية وعددًا قليلًا من المدافع التقليدية المتمركزة في قلعة صيرة المشرفة على ميناء عدن القديم.
وفي 19 يناير1839م، عاد القبطان هينس بقوة بحرية أكبر لاحتلال ميناء صيرة. خاض المقاومون اليمنيون معركة ضارية، شارك فيها الأهالي والمشايخ والعلماء، يتقدمهم السيد علوي بن زين بن علوي العيدروس، إلى جانب الجنود المدافعين عن عدن. ونظرًا لعدم تكافؤ القوى من حيث العتاد العسكري والعدد، استشهد نحو 120 من اليمنيين، الذين استخدموا ما توفر لهم من أسلحة بسيطة، منها السيوف والحراب والخناجر.
ومنذ احتلال مدينة عدن في 19 يناير 1839م شرعت بريطانيا في عقد الاتفاقيات والمعاهدات مع الدولة العثمانية التي كانت تسيطر على شمال اليمن، ثم مع المملكة المتوكلية، وكذلك مع سلاطين ومشايخ المناطق الجنوبية.

### الانتفاضات
على الرغم من سياسات شراء الذمم التي عمدت إليها سلطات الاحتلال البريطاني بهدف تأمين بقائها وتمكين سيطرتها وضمان سلامة قواتها فقد شهدت مناطق الجنوب العديد من الانتفاضات الغاضبة والرافضة في مختلف أرياف الجنوب اليمني المحتل ومن أهم وأبرز تلك الانتفاضات:
1. انتفاضة بن عبدات الكثيري في حضرموت خلال الأعوام: 1938م – 1945م.
2. انتفاضة ردفان في الأعوام: 1936م، 1937م، 1946م، 1949م، 1954م.
3. انتفاضة حضرموت في الأعوام: 1944م، 1951م، 1952م، 1955م، 1961م.
4. انتفاضة بيحان في عامي: 1946م – 1947م.
5. انتفاضة الصبيحة في عام 1942م.
6. انتفاضة الفضلي في الأعوام: 1945م، 1956م، 1957م.
7. انتفاضة الحواشب عام 1950م.
8. انتفاضة دثينة عام 1958م.
9. انتفاضة يافع في عامي: 1958م – 1959م.

### تكوينات نضالية
ولم يقتصر نضال الشعب اليمني وكفاحه المعبر عن رفضه لبقاء الاحتلال البريطاني على تلك الانتفاضات المسلحة في العديد من أرياف الجنوب اليمني،بل شهدت مدينة عدن ، منذ خمسينيات القرن العشرين، نشاطًا سياسيًا ونقابيًا وطلابيًا ونسويًا، عبّر عن قضايا الشأن المحلي وتفاعل مع قضايا الأمة العربية والإسلامية وحركات التحرر العالمية.
خلال تلك الفترة، تأسست العديد من التنظيمات والنوادي والتكتلات، من أبرزها:
1. رابطة أبناء الجنوب العربي (1950م).
2. نادي الشباب الثقافي، الذي كان واجهة لحركة القوميين العرب (1953م).
3. مؤتمر عدن للنقابات (1956م)، والذي تغير اسمه إلى المؤتمر العمالي في عام 1958م.
4. الحركة الطلابية، التي بدأت بتنظيم صفوفها عام 1954م، وشهدت إضرابات للطلبة والطالبات، وارتقى فيها الطالب قاسم هلال شهيدًا خلال أحد الإضرابات.

كان لثورة ثورة 23 يوليو 1952م في مصر تأثيرٌ كبير على تصاعد النشاط السياسي والنقابي والطلابي في عدن، إذ ألهمت هذه الثورة قطاعات واسعة من المجتمع للتعبير عن تطلعها إلى إنهاء الاستعمار البريطاني ونيل الاستقلال، وظهرت في تلك المرحلة قناعات متزايدة بضرورة اللجوء إلى الكفاح المسلح كخيار استراتيجي لإنهاء الاحتلال.

## السلاطين

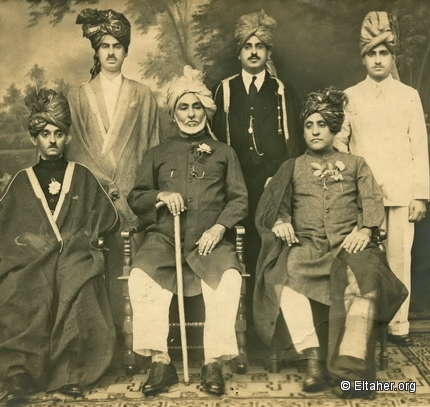
أسرة سلطان لحج في الثلاثينات.الجالسين من اليمين إلى اليسار: الأمير فضل عبد المجيد – الأمير علي بن أحمد فضل – الأمير فضل بن أحمد.الواقفون من اليمين إلى اليسار: الأمير محسن بن علي – الأمير محمود بن علي – الأمير فضل.

سلاطين لحج العبادلة:
| م | السلطان                                   | من      | إلى     | سلطان          |
| - | ----------------------------------------- | ------- | ------- | -------------- |
|   | علي بن علي العبدلي                        | 1145 هـ | 1155 هـ | سلطان لحج وعدن |
|   | عبد الكريم فضل العبدلي                    | 1155 هـ | 1180 هـ | سلطان لحج وعدن |
|   | عبدال هـادي عبد الكريم العبدلي            | 1180 هـ | 1194 هـ | سلطان لحج وعدن |
|   | فضل عبد الكريم العبدلي                    | 1194 هـ | 1207 هـ | سلطان لحج وعدن |
|   | احمد عبد الكريم العبدلي                   | 1207 هـ | 1243 هـ | سلطان لحج وعدن |
|   | محسن فضل العبدلي                          | 1243 هـ | 1263 هـ | سلطان لحج وعدن |
|   | احمد محسن فضل العبدلي                     | 1263 هـ | 1265 هـ | سلطان لحج وعدن |
|   | علي محسن فضل العبدلي                      | 1265 هـ | 1279 هـ | سلطان لحج وعدن |
|   | فضل بن علي محسن فضل العبدلي               | 1279 هـ | 1281 هـ | سلطان لحج وعدن |
|   | فضل محسن فضل العبدلي                      | 1281 هـ | 1291 هـ | سلطان لحج وعدن |
|   | فضل بن علي محسن فضل العبدلي               | 1291 هـ | 1315 هـ | سلطان لحج وعدن |
|   | أحمد فضل محسن فضل العبدلي                 | 1315 هـ | 1332 هـ | سلطان لحج      |
|   | علي بن احمد بن علي بن محسن فضل العبدلي    | 1332 هـ | 1333 هـ | سلطان لحج      |
|   | عبد الكريم بن فضل بن علي محسن فضل العبدلي | 1333 هـ |         | سلطان لحج      |

## حكام لحج
حكام لحج بعد فضل بن علي:
1. عبد الكريم فضل بن علي «1155 ـ 1180/ 1742 ـ 1766».
أعلن نفسه سلطاناً بدلاً من شيخ، ثم أطلق على بلاده سلطنة بدلاً من مشيخة. ونجح في تثبيت مكانة لحج بتحسين علاقاته مع جيرانه من يافع، وإمام صنعاء المهدي العباس بن الحسين بن القاسم 1748 - 1775 .
2. عبد الهادي عبد الكريم فضل 1766 - 1780
خلف والده في الحكم، تعرض حكمه لهزات عنيفة من داخل الأسرة وخارجها، فقد خرج عليه عمه محسن فضل، وأقاربه من آل سلام ولم يستطع السلطان عبد الهادي بن عبد الكريم التخلص من متاعب عمه إلا بقتله، وقتل من يسانده من آل سلام عام 1190/ 1776. كما قام عزب مكي شيخ العزيبة بالاستيلاء على عدن في عام 1185/ 1771، وأخرجه السلطان عبد الهادي منها بعد يومين من استيلائه عليها، كما خرجت العقارب عن طاعته حيث انفصل مهدي العقربي ببئر أحمد في عام 1186/ 1772، ولم يتمكن السلطان عبد الهادي من إخضاع العقربي بسبب عون آل فضل له الذين مدوه بالمال والرجال حتى مكنوه من الانفصال نهائياً.
3. فضل عبد الكريم فضل  1780 ـ 1792
خلف أخاه السلطان عبد الهادي في الحكم لأن الأخير لم يعقب نسلاً. واشتهر السلطان فضل عبد الكريم بالقوة والشجاعة، وعرف بلقب أبو هساج. ولا تعطينا المصادر أي معلومات أخرى عن فترته.
4. أحمد عبد الكريم فضل «1207 ـ 1243/ 1797 ـ 1827»
خلف أخاه السلطان فضل عبد الكريم لأنه ـ أي السلطان فضل لم يعقب نسلاً أيضاً. وشهد عصره التنافس الأوروبي ممثلاً بفرنسا وبريطانيا والذي امتد إلى منطقته، فقد تمكنت فرنسا من احتلال مصر عام 1213/ 1798 واتضحت نواياها لغزو الهند، الأمر الذي عجل بالبريطانيين إلى اعتماد سياسة استعمارية واضحة للسيطرة على مضيق باب المندب؛ لمنع الفرنسيين من الوصول إلى الهند، فاحتلت جزيرة ميون «بريم» في عام 1214/ 1799، غير أنها ما لبثت أن انسحبت منها إلى عدن استعداداً للرحيل إلى بومبي؛ لندرة المياه فيها، وعدم تمكن المدفعية البريطانية الموجودة بها من السيطرة على مضيق باب المندب.
5. محسن فضل بن محسن فضل 1827 ـ 1847
ابن عم السلطان أحمد عبد الكريم تولى أمور السلطنة بعد وفاته لانقطاع ذرية آل عبد الكريم وقد أصبح الحكم بعد ذلك في ذريته والتي عرفت بلقب آل محسن.
وفي عهده حدث احتلال بريطانيا لعدن في 1254/ 1839، هذا الاحتلال الذي ترتَّب عليه اقتطاع أهم جزء من سلطنة العبادل الذين انحسر نفوذهم في لحج وساحل محدود على البحر.
6. أحمد بن محسن فضل 1847 ـ 1849
أكبر أبناء السلطان محسن فضل، خلف والده في الحكم، بدأ عهده في محاولة تحسين علاقته مع البريطانيين، فتفاوضوا معه لعقد معاهدة الغرض منها تنظيم حركة التجارة بين الطرفين، وتحديد مقدار الرسوم الجمركية للبضائع، وحماية السلطان العبدلي للطرق المؤدية إلى عدن، كما كان من أهداف المعاهدة تحديد حدود ممتلكات بريطانيا في جنوب شبه الجزيرة العربية، وجاء هذا التحديد في المعاهدة بنص: «يعتبر خور مكسر والسهل المحصور بينه وبين جبال عدن التي تشكل البرزخ ممتلكات بريطانية ولا تمتد شمالاً أبعد من ذلك»، وفي المقابل تعهدت بريطانيا بدفع مرتب شهري للسلطان بلغ 541 ريالاً نمساوياً. وقد توفي السلطان أحمد قبل إتمام هذه المعاهدة في 24 صفر 1265/ 18 يناير 1849. ومن أعمال السلطان أحمد بن محسن الداخلية تأسيس مسجد الدولة في الحوطة.
7. علي بن محسن فضل 1849 ـ 1862
خلف أخاه السلطان أحمد في الحكم، فأتم المعاهدة التي بدأها وتم التصديق على هذه المعاهدة من قبل حكومة بومبي في 14 ذي الحجة 1265/ 30 أكتوبر 1849، لتكون المعاهدة الوحيدة التي تم المصادقة عليها والمقبولة قانونياً (انظر ملحق معاهدة بين السلطان علي بن محسن فضل والحكومة البريطانية عام 1849).
8. فضل بن علي بن محسن فضل 1862 ـ 1863
توفي السلطان علي بن محسن فضل في ربيع الأول 1279/ أغسطس 1862. فتنازع أخوته فيمن يخلفه، فكان عبد الله بن محسن يرى أنه الأولى بموجب وصية والدهم محسن فضل أن يكون الحكم للأكبر من أولاده، غير أن أخويه فضل ومحمد كانا يران عدم أحقيته، وساندهما في الرأي والموقف ابن أخيهما فضل بن أحمد محسن بحجة أن عبد الله بن محسن سيئ السلوك مع أهله، وأمام هذا النزاع اتفقت القبائل والأعيان على توليه ابن السلطان المتوفي وهو فضل بن علي، وكان شاباً صغير السن تولى الوصاية عليه أعمامه فضل ومحمد.
وأدت هذه الوصاية إلى زيادة نقمة عبد الله بن محسن مما أدى إلى زيادة النزاع بين الأخوة وبالتالي اضطربت أمور السلطنة، فاقنع فضل بن محسن ابن أخيه أن يتنازل عن السلطنة فتنازل لعمه فضل بن محسن.
9. فضل بن محسن فضل 1863 ـ 1874
10. فضل بن علي محسن فضل 1874 ـ 1898
11. أحمد فضل بن محسن فضل 1898 ـ 1914
ابن عم السلطان فضل بن علي، جاء إلى الحكم بمساعدة محمد صالح جعفر الذي كان يتولى وظيفة مترجم عدن حيث قدمت له رشوة كبيرة ليقنع مسؤولي عدن بأحقية أحمد فضل في الحكم.
12 علي بن أحمد بن علي محسن 1914 ـ 1915
ابن أخ السلطان فضل بن علي خرج عليه أبناء السلطان أحمد فضل بن محسن فضل وأحدثوا له نزاعاً وتصدعاً في الأسرة حتى تمكن من حل هذا النزاع بتدخل شيوخ القبائل. وكان السلطان علي بن أحمد قد تدرب على العمل السياسي منذ أيام عمه فضل بن علي والسلطان أحمد فضل محسن، غير أنه لم يكن ذا إرادة قوية في الحكم فوفقاً لرأي الريحاني فإنه: «لم يكن له إرادة تستقيم وتشتد في السياسة والرئاسة، ولكنه لم يهتم لإدارة الملك فاتكل في ذلك على ابن عمه محسن بن فضل».
13. عبد الكريم فضل بن علي محسن 1915 ـ 1947
خلف السلطان علي بن أحمد في الحكم ابن عمه السلطان عبد الكريم فضل بن علي محسن، وتعطينا المصادر معلومات عن مولده ونشأته تتلخص في أنه ولد في عام 1298/1881، في الحوطة، ووالدته من يافع، ونشأ السلطان عبد الكريم في كنف والده السلطان فضل بن علي محسن الذي اهتم بتعليمه على أيدي مشايخ قرأ عليهم اللغة العربية والفقه، وتعلم الفروسية ثم أجاد اللغة الإنجليزية، وكان قارئاً جيداً للأدب العربي والتاريخ وكانت أول زياراته الخارجية مرافقته لعمه السلطان أحمد فضل في زيارته للهند عام 1320/ 1902.
14. فضل عبد الكريم فضل بن علي محسن 1947 ـ 1952
أكبر أبناء السلطان عبد الكريم فضل، ولد في عام 1325/ 1907، ووالدته مريم بنت أحمد بن علي شقيقة السلطان علي بن أحمد بن علي محسن، وقد تلقى السلطان عبد الكريم فضل تعليماً أولياً في لحج.
أثرت محاولة اغتياله في عام 1351/ 1933 على مجرى حياته إذ فقد بسبب تلك المحاولة عينه اليسرى وترك ذلك آثاراً نفسية سيئة عليه، فصار يتجنب الاختلاط بالناس، وإذا خرج من قصره لبس نظارة سوداء تحجب عينه الزجاجية، ويقضي معظم وقته في مجالس القات والطرب، كما أدمن شرب الكحول مما أدى إلى إحباط آمال والده فيه الذي حاول إصلاح حاله فبعث به في عام 1362/1943 إلى إحدى مستشفيات فلسطين حيث قضى هناك شهراً للعلاج من الإدمان، فلما شعر بأن جهوده، غير مجدية في إصلاحه أجبره على الإقامة معزولاً في لحج.
15. علي عبد الكريم فضل بن علي محسن  1952 ـ 1958
ولد في عام 1340هـ/ 1922م في الحوطة، وهو النجل الأصغر للسلطان عبد الكريم فضل.
16. فضل بن علي بن أحمد بن علي محسن 1958 1967
آخر سلاطين لحج، والده السلطان علي بن أحمد (1332-1333هـ/1914-1915م)، ولد في الحوطة عام 1326هـ/1908م، وتلقى تعليماً بسيطاً في قصر والده، ثم في المدرسة المحسنية في الحوطة، تمرس على العمل الإداري إذ تولى إدارة المالية في عهد السلطان فضل عبد الكريم، ثم رئيساً لمجلس المديرين في عهد السلطان علي عبد الكريم وأصبح نائباً له أيضاً، وكان يعد خبيراً متضلعاً في الشؤون القبلية والتاريخ اللحجي.
وقع اختيار حكومة عدن عليه بعد سحب الاعتراف بالسلطان علي عبد الكريم، وكان وليم لوس حاكم عدن يرى أنه وإن لم يكن يمثل الخيار المثالي فإنه انسب المرشحين من بين المجموعة الضعيفة، لأنه يملك رغبة قوية في أن يصبح سلطاناً، وله معرفة مقبولة بالإدارة، كما أنه يبدو صديقاً للبريطانيين بشكل معقول، إضافة إلى أن لوس كان متوقع منه الامتثال للاستشارة البريطانية.
وفي 25 جماد الأول 1378هـ /6 ديسمبر 1958م عقدت الهيئة الانتخابية التقليدية في لحج اجتماعاً قررت فيه أنه بعد سحب الحكومة البريطانية الاعتراف بالسلطان علي عبد الكريم وخلعه بالإجماع اختيار فضل بن علي سلطاناً مكانه، وفي 22 جمادى الآخرة 1378هـ/ 2 يناير 1959م تم التوقيع على اعتراف الحكومة البريطانية بالسلطان الجديد والموافقة على مخاطبتة بلقب «سمو» ومنحه التحية من إحدى عشرة طلقة.
وقد أرغمت حكومة عدن لحجاً في ربيع الآخر 1379هـ/أكتوبر 1959م على الدخول في اتحاد إمارات الجنوب العربي لتصبح العضو السابع في الاتحاد، (انظر خريطة اتحاد إمارات الجنوب العربي)، وفي عام 1382هـ/1962م نجحت بريطانيا في دمج عدن في الاتحاد، وغيرت اسم اتحاد إمارات الجنوب العربي إلى اتحاد الجنوب العربي، وأصبح السلطان فضل بن علي وزيراً للدفاع في حكومة الاتحاد وانتهت بذلك لحج سلطنة قائمة بذاتها، وعند إعداد بريطانيا ترتيباتها لاستقلال الجنوب العربي، خرج فضل بن علي إلى جدة في المملكة العربية السعودية، وبقي فيها حتى وفاته عام 1405 هـ /1985م.